# Michael Neher
Michael Neher   (Múnic, 31 d'agost de 1798 - Múnic, 4 de desembre de 1876), fill de Joseph Neher, ciutadà i pintor d'aquesta ciutat, però d'una família de Biberach. Michael va rebre una educació clàssica i va ser instruït en els rudiments de la pintura per Mitterer, i el 1813 va ingressar a l'Acadèmia de Múnic.

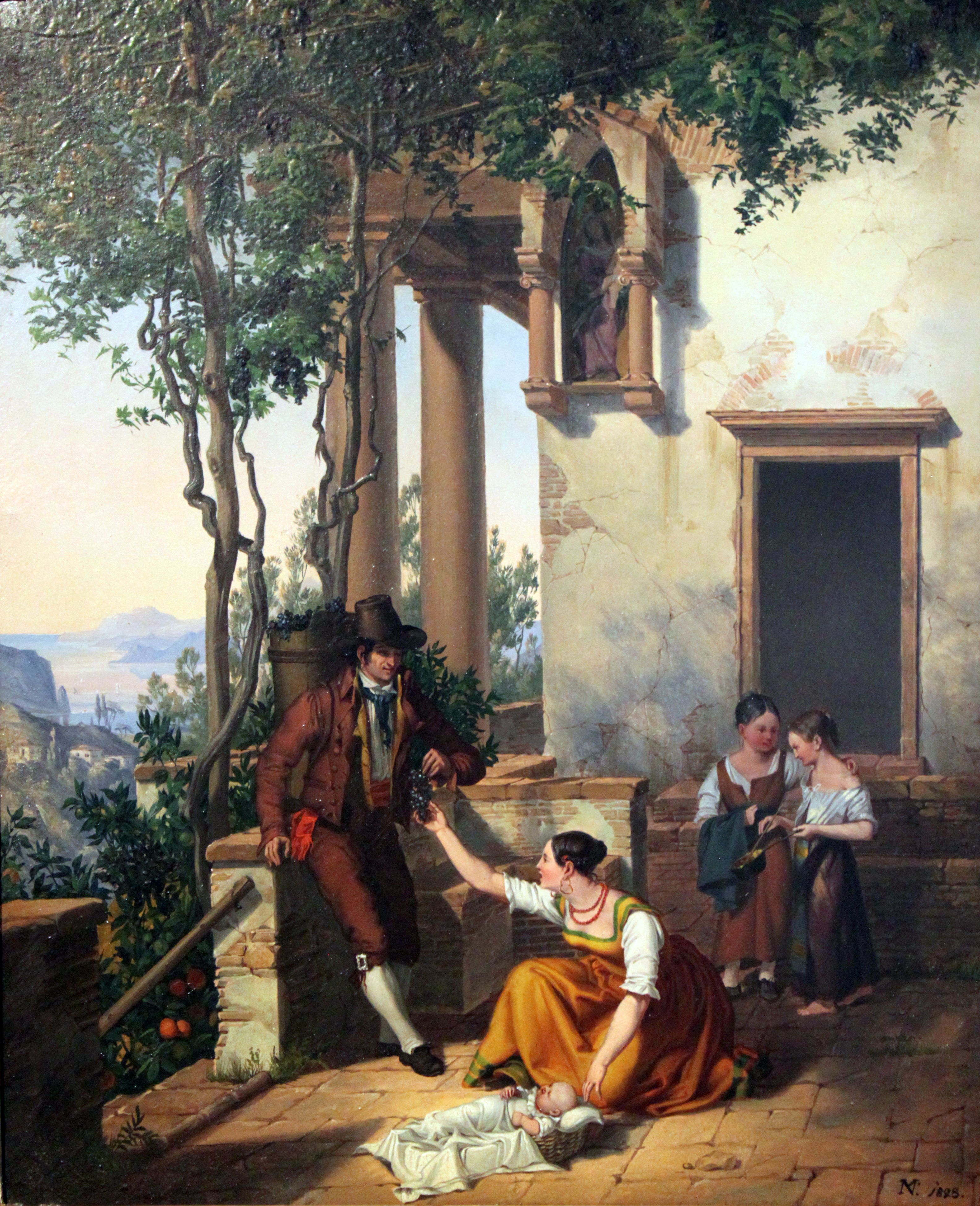
Escena de la vida popular italiana (1828)

De 1816 a 1818 va estudiar amb Matthias Klotz, i després va ser contractat per Angelo Quaglio en la seva obra teatral. Després d'haver treballat durant un temps com a pintor d'escenes al Teatre de la Cort, va anar a Trento, Milà i Trieste, i va pintar retrats. El 1819 va ser animat per Hieronymus Hess, a Roma, a dedicar-se a la pintura de gènere. Al seu retorn a Múnic el 1823 esdevingué conservador de l'Art Union. El 1839 va pintar diversos salons al Castell de Hohenschwangau, després dels esbossos de Schwind, Gasner i Schwanthaler. Ell, però, el 1837 es va dedicar completament a la pintura arquitectònica, i va viatjar per millorar-lo al Rin i a Bèlgica. Va ser rebut com a membre honorari de l'Acadèmia de Múnic el 1876, i hi va morir el mateix any.